# Николаев, Игорь Юрьевич
И́горь Ю́рьевич Никола́ев (род. 17 января 1960, Холмск, Сахалинская область) — советский и российский музыкант, композитор, поэт, автор песен, певец, гитарист, клавишник, продюсер, актёр; народный артист Российской Федерации (2019).

## Биография
Детство и образование
Родился в городе Холмск (Сахалинская область) 17 января 1960 года в семье поэта-мариниста и капитана дальнего плавания, члена Союза писателей СССР Юрия Николаева (1935—1981) и бухгалтера Светланы Митрофановны Есаян (род. 12 июня 1938). Один из дедов — чуваш.
В 1974 году окончил музыкальную школу по классу скрипки и поступает в Сахалинское музыкальное училище по классу теории музыки.
В 1975 году уехал в Москву, где продолжил учёбу в Музыкальном училище при Московской консерватории им. П. И. Чайковского.
Служил в ансамбле песни и пляски Московского военного округа.
Музыкальная карьера

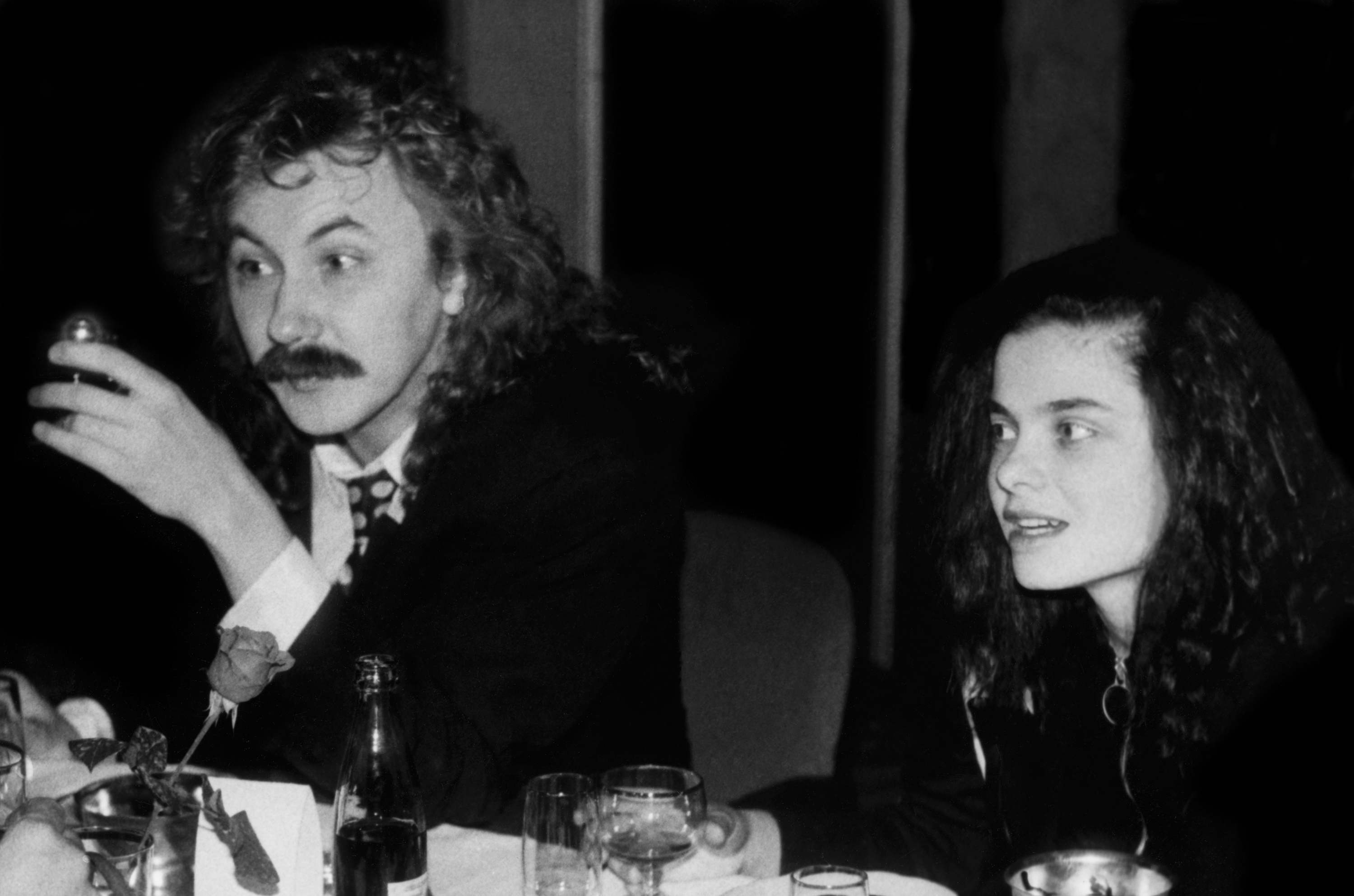
С Наташей Королевой, 1992 год

Начиная с 1980 года Игорь Николаев начал работать в качестве клавишника и аранжировщика в ансамбле Аллы Пугачёвой «Рецитал». В 1980 году окончил Московский институт культуры (эстрадное отделение, класс композитора Игоря Бриля).
В 1983 году Алла Пугачёва записала первые песни, написанные для неё Игорем Николаевым: «Айсберг» и «Расскажите, птицы». Они были впервые исполнены в программе «Новогодний аттракцион 84».
В 1985 году на телевизионном фестивале «Песня года» состоялись премьеры песен Игоря Николаева: «Паромщик» в исполнении Аллы Пугачёвой и «Комарово» в исполнении Игоря Скляра (Песня-85).
В 1986 году Игорь Николаев начал сольную карьеру с песни «Мельница». Вышел альбом Аллы Пугачёвой «Счастья в личной жизни!». Игорь Николаев впервые появился на телевидении как певец на первом в истории прямом эфире телеигры «Что? Где? Когда?» 24 октября 1986 года с песней «День рождения», которую он исполнял по случаю 75-летнего юбилея Аркадия Райкина.
В 1987 году вышел первый сольный альбом Игоря Николаева «Мельница». Николаев и Алла Пугачёва совершили гастрольный тур по Японии по приглашению звезды японской эстрады Токико Като, в исполнении которой звучала композиция Николаева «100 друзей» (на японском языке). В этом же году выступал на международных играх «Что? Где? Когда?» в Болгарии с песней «Благословляю этот вечер».
В 1988 году Николаев исполнил песню «Королевство кривых зеркал» на заключительном концерте телевизионного фестиваля «Песня-88». Её авторы Николаев и Павел Жагун были награждены дипломами фестиваля. Также в 1988 году в Швеции Николаев вместе с дуэтом «Roxette» вёл финальную часть церемонии присвоения шведской национальной музыкальной премии Grammis.
В 1989 году Николаев в составе группы композиторов принял участие в советско-американском проекте, в рамках которого Синди Лопер приехала в Советский Союз и записала композицию «Cold Sky» («Холодные небеса»). Впоследствии эта композиция вышла на диске Epic Records «Music Speaks Louder Than Words». Николаев принял участие в съёмках Стокгольмского телевидения в программе Якоба Далина «Лестница Якоба». Записал дуэт с Лиз Нильсон «Aquarius 1999» (в соавторстве с А. Форсман, Швеция). Впоследствии эта композиция вошла в альбом Николаева «Фантастика» и вышла отдельным синглом в Швеции. На «Globe Arenas» в Стокгольме Всемирный юношеский хор ЮНЕСКО исполнил кантату на музыку Николаева и Бенни Андерссона (ABBA). Вышли альбомы «Королевство кривых зеркал» и «Фантастика». В тот же период начал сотрудничать с Ириной Аллегровой.
В 1990 году вышел дебютный альбом Наташи Королёвой «Жёлтые тюльпаны». Началось многолетнее творческое сотрудничество.
В 1991 году вышел альбом «Мисс Разлука».
В марте 1992 года в СК «Олимпийский» прошла премьера совместной программы Николаева и Королёвой «Дельфин и русалка». Вышел одноимённый альбом.
В ноябре 1992 года в СК «Олимпийский» прошла премьера программы Ирины Аллегровой «Не улетай, любовь», состоящей преимущественно из песен Игоря Николаева. Вышел альбом Аллегровой «Странник мой». Николаев получил Национальную российскую музыкальную премию «Овация» в номинации «Альбом года» («Дельфин и русалка»).
В 1994 году вышел альбом «Малиновое вино» и альбом Натальи Королёвой «Поклонник».
В 1995 году Николаев получил премию «Овация» в номинации «Композитор года» и был номинирован на получение премии «Звезда-95» в номинации «Композитор года». Николаев начал сотрудничество с молодой певицей Ольгой Прядиной и написал для неё песни «Канарейка» и «Телеграмма». Вышел альбом «Выпьем за любовь» и альбом Наташи Королёвой «Конфетти».
В 1996 году Николаев выступал на концертах в поддержку Бориса Ельцина в рамках кампании «Голосуй, или проиграешь».
В 1997 году в Нью-Йорке, в зале «Мэдисон Сквер Гарден» прошла премьера программы Игоря Николаева и Натальи Королёвой «Дельфин и русалка». В концерте принимала участие Диана Гурцкая с песней Николаева «Волшебное стекло». Николаев получил премию «Овация» в номинации «Поэт года» за песню, которую он посвятил памяти своего отца. Вышел альбом «Пятнадцать лет. Лучшие песни» и альбом Натальи Королёвой «Бриллианты слёз».
17 января 1998 года, в свой день рождения, впервые прошли творческие вечера Николаева в ГЦКЗ «Россия». Вышел альбом «Игорь Николаев-98» с песнями, исполненными на творческих вечерах. В альбом, кроме песен самого Николаева, вошли песни Аллы Пугачёвой, Наташи Королёвой, Филиппа Киркорова, Льва Лещенко, Владимира Винокура, Иосифа Кобзона, написанные Николаевым (некоторые песни написаны в соавторстве с другими авторами).
В 1999 году в ГЦКЗ «Россия» прошёл большой сольный концерт Натальи Королёвой. Николаев выступил как продюсер и автор песен. Получил премию «Овация» в номинации «Композитор года». В рамках телевизионного фестиваля «Песня года» Николаеву была вручена премия им. Исаака Дунаевского за большой вклад в развитие песни.
В 2000 году вышел альбом «Разбитая чашка любви».
Указом Президента Российской Федерации Владимира Путина от 11 октября 2001 года Игорю Николаеву было присвоено звание заслуженного деятеля искусств Российской Федерации. Николаев и Диана Гурцкая получили премию «Овация» в номинации «Дуэт года». Николаев стал лауреатом премии «Золотой граммофон-2001» («Пять причин»). Вышел альбом «Самая родная».
В 2002 году вышел альбом «Прости и отпусти». В рамках телевизионного фестиваля «Песня года» Николаеву была присуждена премия «Лучший композитор года».
В 2003 году в Кремлёвском Дворце Съездов Николаев провёл свои очередные творческие вечера «Миллион красивых женщин» и выпустил два сборника: «Лучшее для вас» и «Пять причин», а также авторский диск на стихи Павла Жагуна «На обложке журнала». С того же года является членом партии «Единая Россия».
В 2004 году Николаев принимал участие в телевизионном проекте Первого канала «Фабрика звёзд — 4» в качестве педагога, а также стал продюсером одного из участников проекта — молодого артиста Антона Зацепина.
В 2005 году Николаев написал песню «Как ты прекрасна», а для съёмок в клипе пригласил звезду тенниса Елену Дементьеву.
В 2006 году за заслуги перед Отечеством Николаеву были вручены золотой орден «Служение искусству» и Орден Петра Великого I степени. Первый канал запустил в эфир проект с названием песни Николаева «Две звезды». В конце года вышел новый альбом «Как ты прекрасна».
В начале 2007 года состоялся концерт Николаева с новой программой в нью-йоркском театре «Миллениум».
В 2008 году вышел диск «Игорь Николаев. Любимая коллекция mp3». Николаеву был вручён серебряный Орден детства. Николаев написал музыкальную тему к фильму «Скажи это по-русски» (англ. Say It in Russian).
В декабре 2008 года в эфире Первого канала вышла программа «Пусть говорят», где певица Юлия Проскурякова была представлена публике как невеста Игоря Николаева.
В начале 2009 года Николаев гастролировал по Америке вместе с Хулио Иглесиасом-младшим.
В апреле 2009 года вышел сборник Игоря Николаева «Подарочная коллекция. Игорь Николаев», который содержал 13 альбомов, записанных с 1986 по 2006 год.
25 сентября 2010 года Николаев женился на Проскуряковой.
В 2015 году Николаев принял приглашение поэта Евгения Евтушенко поучаствовать в концерте «Поэт в России — больше, чем поэт».
В преддверии 2018 года вместе с Иваном Ургантом, Александром Гудковым, Fedukом и Юрием Дудём снялся в музыкальном клипе «Розово-малиновое вино».
В 2020 году на одном из самых популярных в мире YouTube-каналов «Like Nastya Vlog» состоялась премьера новой детской песни, которую написал Игорь Николаев, под названием «Тебя поздравит Настя». Видео за три месяца набрало 108 миллионов просмотров, а за пять лет — 523 миллиона просмотров.
15 сентября 2023 года Николаева доставили в реанимацию с признаками перенесённого обширного инфаркта.19 сентября его прооперировали.
В октябре 2023 года зарегистрировал в Роспатенте товарный знак «Выпьем за любовь».

## Семья

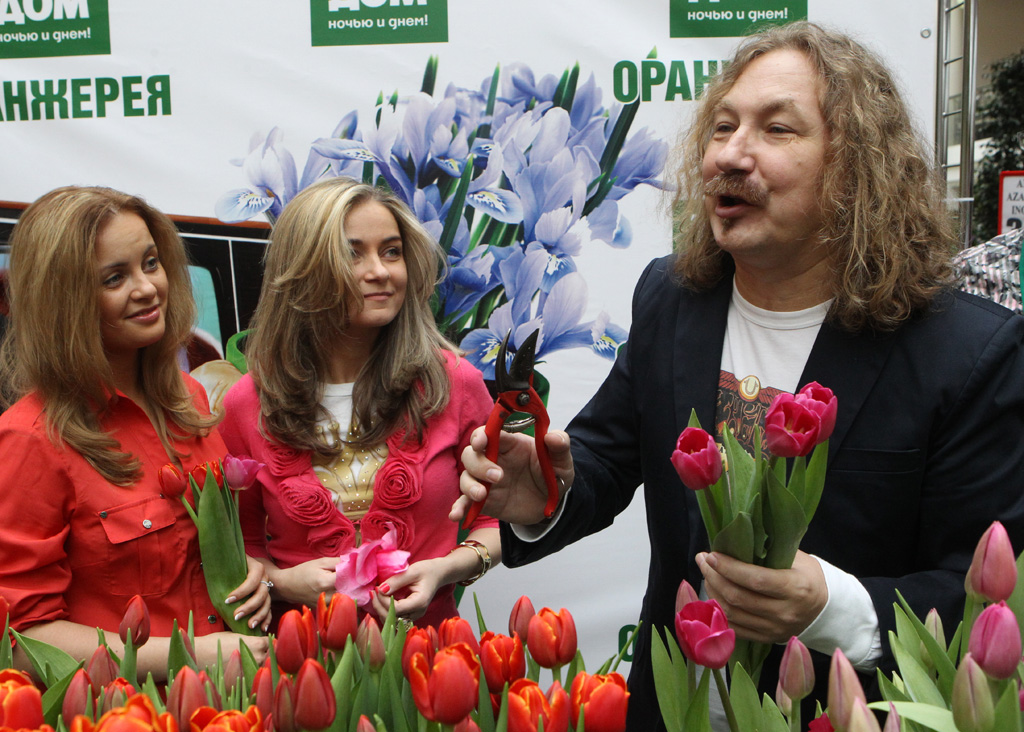
Игорь Николаев с женой Юлией Проскуряковой и дочкой Юлией Николаевой

Отец — Юрий Николаев (28 июля 1935 — 5 июля 1981), поэт-маринист, техник и помполит, член Союза писателей СССР. Мать — Светлана Митрофановна Николаева (род. 12 июня 1938), бухгалтер.
Первая жена (брак с 1978 по 1991 год) — Елена Николаева (Кудряшева) (род. 1960), одноклассница Николаева и школьная любовь, сидела с ним за одной партой, живёт в США.
Дочь Юлия Николаева (род. 27 октября 1978) — врач, живёт в Майами, окончила музыкальную школу по классу фортепиано, всемирную школу искусств Майами, автор песен «Любовь без правил» для Наташи Королёвой, «Я люблю вас всех» для Дианы Гурцкая и «Крылья» для Кристины Орбакайте.
Вторая жена (брак с 1992 по 2001 год) — Наташа Королёва (Порывай) (род. 31 мая 1973), певица, заслуженная артистка РФ (2004).
Третья жена (с 23 сентября 2010) — Юлия Проскурякова (род. 11 августа 1982), певица.
Дочь — Вероника Николаева (род. 8 октября 2015).

## Награды и звания
- Неоднократный лауреат Национальной российской музыкальной премии «Овация» (1992 — «Альбом года»: «Дельфин и русалка»).
- 1995 год — «Композитор года».
- 1995 год — Номинант премии «Звезда» в номинации «Композитор года».
- 1997 год — «Поэт года».
- 1999 год — «Композитор года».
- 1999 год — Лауреат премии им. Исаака Дунаевского за большой вклад в развитие песни.
- 2001 год — «Дуэт года».
- 2001 год — Заслуженный деятель искусств Российской Федерации (11 октября 2001 года) — за заслуги в области искусства[9].
- Неоднократный лауреат телевизионного фестиваля «Песня года».
- 2002 год — «Лучший композитор года».
- Лауреат премии «Золотой граммофон 2001» («Пять причин»).
- 2006 год — золотой орден «Служение искусству».
- Орден Петра Великого I степени.
- 2007 год — именная звезда на аллее парка 850-летия Москвы.
- 2008 год — серебряный Орден детства.
- 2014 год — премия «Муз-ТВ» в номинации «За вклад в развитие музыкальной индустрии»[4]
- 2019 год — Народный артист Российской Федерации (27 декабря 2019 года) — за большие заслуги в области культуры и искусства, многолетнюю плодотворную деятельность[1].

## Песни
- «Айсберг» (сл. Лидии Козловой) — исп. Алла Пугачёва
- «Апельсины» (сл. Леонида Дербенёва) — исп. Игорь Николаев
- «Балет» (сл. Ильи Резника) — исп. Алла Пугачёва
- «Благословляю этот вечер» (сл. Светланы Белявской) — исп. Игорь Николаев
- «Бриллианты слёз» (сл. Игоря Николаева) — исп. Наташа Королёва
- «Выпьем за любовь» (сл. Игоря Николаева) — исп. Игорь Николаев
- «Две звезды» (сл. Игоря Николаева) — исп. Алла Пугачёва и Владимир Кузьмин, Игорь Николаев и Юлия Проскурякова
- «Две сестры» (сл. Игоря Николаева) — исп. Наташа Королёва и Руся Порывай
- «День рождения» (сл. Павла Жагуна) — исп. Игорь Николаев
- «Дельфин и русалка» (сл. Игоря Николаева) — исп. Игорь Николаев и Наташа Королёва
- «Жёлтые тюльпаны» (сл. Игоря Николаева и Сергея Сигарёва) — исп. Наташа Королёва
- «Как ты прекрасна» (сл. Игоря Николаева) — исп. Игорь Николаев, Игорь Крутой
- «Комарово» (сл. Михаила Танича) — исп. Игорь Скляр, Игорь Николаев
- «Конь, мой конь» (сл. Игоря Шаферана) — исп. Валерий Леонтьев
- «Лето кастаньет» (сл. Ильи Резника) — исп. Наташа Королёва
- «Летучий голландец» (сл. Виктора Дюнина) — исп. Александр Барыкин
- «Лучик солнца» (сл. Игоря Николаева) — исп. Иосиф Кобзон
- «Людка» (сл. Игоря Николаева) — исп. гр. «Маки»
- «Как ты прекрасна» (сл. Игоря Николаева) — исп. Игорь Николаев, Игорь Крутой
- «Маленькая страна» (сл. Ильи Резника) — исп. Наташа Королёва
- «Малиновое вино» (сл. Игоря Николаева) — исп. Игорь Николаев
- «Мастер и Маргарита» (сл. Николая Зиновьева) — исп. Игорь Николаев
- «Миражи» (сл. Игоря Николаева) — исп. Игорь Николаев и Ирина Аллегрова
- «Мы встречаемся не случайно» (сл. Андрея Макаревича) — исп. Игорь Николаев
- «Мы совпали с тобой» (сл. Роберта Рождественского) — исп. Игорь Николаев
- «Мельница» («Старая мельница») (сл. Павла Жагуна) — исп. Игорь Николаев
- «Мокрый асфальт» (сл. Игоря Николаева) — исп. гр. «Маленький принц»
- «Не вспоминай» (сл. Игоря Николаева) — исп. гр. «Маки»
- «Незваный гость» (сл. Игоря Николаева) — исп. Алла Пугачёва и Сергей Челобанов
- «Немного жаль» (сл. Игоря Николаева) — исп. Филипп Киркоров, Игорь Николаев
- «Ночные Звёзды» (сл. Бориса Зильбермана) — исп. Наталья Нурмухамедова
- «Осень» (сл. Игоря Николаева) — исп. гр. «Маленький принц»
- «Озеро надежды» (сл. Игоря Николаева) — исп. Григорий Лепс
- «Паромщик» (сл. Николая Зиновьева) — исп. Алла Пугачёва
- «Пароходы» (сл. Михаила Танича) — исп. Валерий Леонтьев, Игорь Николаев
- «Понедельник» (сл. Павла Жагуна) — исп. Игорь Скляр
- «Поезд, идущий на юг» (сл. Павла Жагуна) — исп. ВИА «Весёлые ребята» (солист — Алексей Глызин)
- «Полчаса» (сл. Александра Назарова) — исп. гр. «Электроклуб» (солист — Виктор Салтыков)
- «Прости поверь» (сл. Игоря Николаева) — исп. Леонид Агутин и Анжелика Варум, Игорь Николаев, Игорь Крутой
- «Программа телепередач на завтра» (сл. Валерия Сауткина) — исп. Александр Барыкин
- «Пусть говорят» (сл. Игоря Николаева) — исп. Кристина Орбакайте
- «Расскажите, птицы!» (сл. Игоря Николаева и Аллы Пугачёвой) — исп. Алла Пугачёва, Игорь Николаев
- «Рояль в ночи» (сл. Игоря Николаева) — исп. Игорь Николаев
- «Садовник» (сл. Светланы Белявской) — исп. Игорь Николаев
- «Секундомер» (сл. Михаила Танича) — исп. Тынис Мяги
- «Синие лебеди» (сл. Наталии Порывай) — исп. Наташа Королёва
- «Смени пластинку» (сл. Сергея Алиханова и Александра Жигарева) — исп. Александр Барыкин
- «Старый друг» (сл. Евгения Евтушенко) — исп. Александр Кальянов
- «Старый цирк» (сл. Николая Зиновьева) — исп. ВИА «Весёлые ребята» (солист — Алексей Глызин)
- «Сто друзей» (сл. Павла Жагуна) — исп. Алла Пугачёва, Игорь Николаев
- «Странник» («Странник мой») (сл. Игоря Николаева) — исп. Ирина Аллегрова
- «Там нет меня» (сл. Павла Жагуна) — исп. Игорь Николаев, Владимир Пресняков, Севара
- «Теплушка» (сл. Михаила Танича) — исп. Юрий Никулин
- «Четыре чёрненьких чертёнка» (сл. Виктора Гина) — исп. Светлана Медяник
- «Школьница» (сл. Александра Кальянова) — исп. Катя Семёнова
- «Южный берег Крыма» (сл. Виктора Дюнина) — исп. Игорь Николаев
- «Этот вечер» («Почувствуй, догадайся, позови») (сл. Лидии Козлвой) — исп. Эдита Пьеха
- «Я не Рафаэль» (сл. Игоря Николаева) — исп. Филипп Киркоров, Игорь Николаев

### Песни на стихи Игоря Николаева
- «Ангел хранитель» (муз. Игоря Крутого) — исп. Все звёзды
- «Алло» (муз. Аллы Пугачёвой) — исп. Алла Пугачёва
- «В последний раз» (муз. Игоря Крутого) — исп. Вадим Азарх
- «Гостиница Разгульная» (муз. Игоря Крутого) — исп. Александр Буйнов
- «Заливные Луга» (муз. Игоря Крутого) — исп. Сёстры Роуз
- «Запоздалый сон» (муз. Игоря Крутого) — исп. Михаил Шуфутинский
- «Звездопад» (муз. Игоря Крутого) — исп. Александр Серов, Игорь Николаев
- «Золото любви» (муз. Игоря Крутого) — исп. Ирина Аллегрова
- «Как там в России» (муз. Игоря Крутого) — исп. Михаил Шуфутинский
- «Катя-Катерина» (муз. Владимира Матецкого и Игоря Николаева) — исп. Владимир Матецкий и Игорь Николаев
- «Лишь бы ты меня ждала» (муз. Джулия Форсайт) — исп. Филипп Киркоров
- «Любит или нет» (муз. Игоря Крутого) — исп. Сёстры Роуз, Ирина Аллегрова
- «Мой друг» (муз. Игоря Крутого) — исп. Игорь Крутой и Игорь Николаев
- «Москва слезам не верит» (муз. Игоря Крутого) — исп. Игорь Крутой
- «Мосты» (муз. Игоря Крутого) — исп. Маша Распутина
- «Полчаса» (муз. Александр Назаров) исп. Виктор Салтыков и группа «Электроклуб»
- «Прости» (муз. Игоря Крутого) — исп. Саша Воробьёва
- «Пусть вам повезёт в любви» — (муз. Игоря Крутого) исп. Таисия Повалий
- «Над пропастью во ржи» (муз. Игоря Крутого) — исп. Ирина Аллегрова
- «Начистоту» (муз. Игоря Крутого) — исп. Emin
- «Ну и пусть» (муз. Игоря Крутого) — исп. Сёстры Роуз, Ирина Аллегрова
- «Радость моя» (муз. Игоря Крутого) — исп. Филипп Киркоров, Игорь Крутой
- «Осенний поцелуй» (муз. Аллы Пугачёвой) — исп. Алла Пугачёва
- «Олимпийский вальс» (муз. Игоря Крутого) — исп. Аида Гарифуллина
- «Письма издалека» (муз. Игоря Крутого) — исп. Алексей Глызин
- «Свадебные цветы» (муз. Игоря Крутого) — исп. Ирина Аллегрова
- «Снится сон» (муз. Игоря Крутого) — исп. Ани Лорак
- «Столик на двоих» (муз. Игоря Крутого) — исп. Игорь Крутой и Ирина Аллегрова
- «Третье сентября» (муз. Игоря Крутого) — исп. Михаил Шуфутинский
- «Тысячи лет» (муз. Игоря Крутого) — исп. Алла Пугачёва
- «Уезжай» (муз. Игоря Крутого) — исп. Игорь Николаев
- «Фонари» (муз. Игоря Крутого) — исп. Наталья Ветлицкая и Вадим Азарх
- «Хрусталь и Шампанское» (муз. Игоря Крутого) — исп. Александр Буйнов
- «Я люблю тебя до слёз» (муз. Игоря Крутого) — исп. Александр Серов
- «Я скучаю по тебе» (муз. Игоря Крутого) — исп. Димаш Кудайберген, Игорь Крутой

## Дискография

### Сольные альбомы
- «Мельница» (1987)
- «Королевство кривых зеркал» (1989)
- «Фантастика» (1989)
- «Мисс Разлука» (1991)
- «Дельфин и русалка» (1992)
- «Малиновое вино» (1993)
- «Выпьем за любовь» (1995)
- «Пятнадцать лет. Лучшие песни» (1997)
- «Игорь Николаев-1998» (1998)
- «Разбитая чашка любви» (2000)
- «Самая родная» (2001) вместе с Н. Королёвой
- «Пять причин» (2001)
- «Дочка …и я» (2001) — совместно с Ю. Николаевой
- «Прости и отпусти» (2002)
- «На обложке журнала (Песни на стихи Павла Жагуна)» (2003)
- «Здравствуй» (2004)
- «Миллион красивых женщин» (2CD) (2004)
- «Как ты прекрасна» (2006)
- «Просто всё прошло» (2006)
- «Лучшие песни. Новая коллекция» (2006)
- «Игорь Николаев и Юлия Проскурякова: Новые песни» (2010)
- «Англоязычные песни Игоря Николаева» (2010)
- «Линия жизни» (2014)

### Альбомы других исполнителей
- «Счастья в личной жизни!» (1986) — альбом Аллы Пугачёвой
- «Aqarius 1999» (1989) — альбом Лизы Нильссон, Швеция
- «Julen Ar Har» (1989) — альбом Томми Чёрберга, Швеция
- «Жёлтые тюльпаны» (1990) — альбом Наташи Королёвой
- «Странник мой» (1992) — альбом Ирины Аллегровой
- «Поклонник» (1994) — альбом Наташи Королёвой
- «Конфетти» (1995) — альбом Наташи Королёвой
- «Я не Рафаэль» (1995) — альбом Филиппа Киркорова
- «Бриллианты слёз» (1997) — альбом Наташи Королёвой
- «Наташа Королёва. Песни Игоря Николаева» (2009)
- «Ирина Аллегрова. Песни Игоря Николаева» (2009)
- «Алла Пугачёва. Песни Игоря Николаева» (2009)
- «Юлия Николаева: Неизданное» (2010)

## Творческие союзы

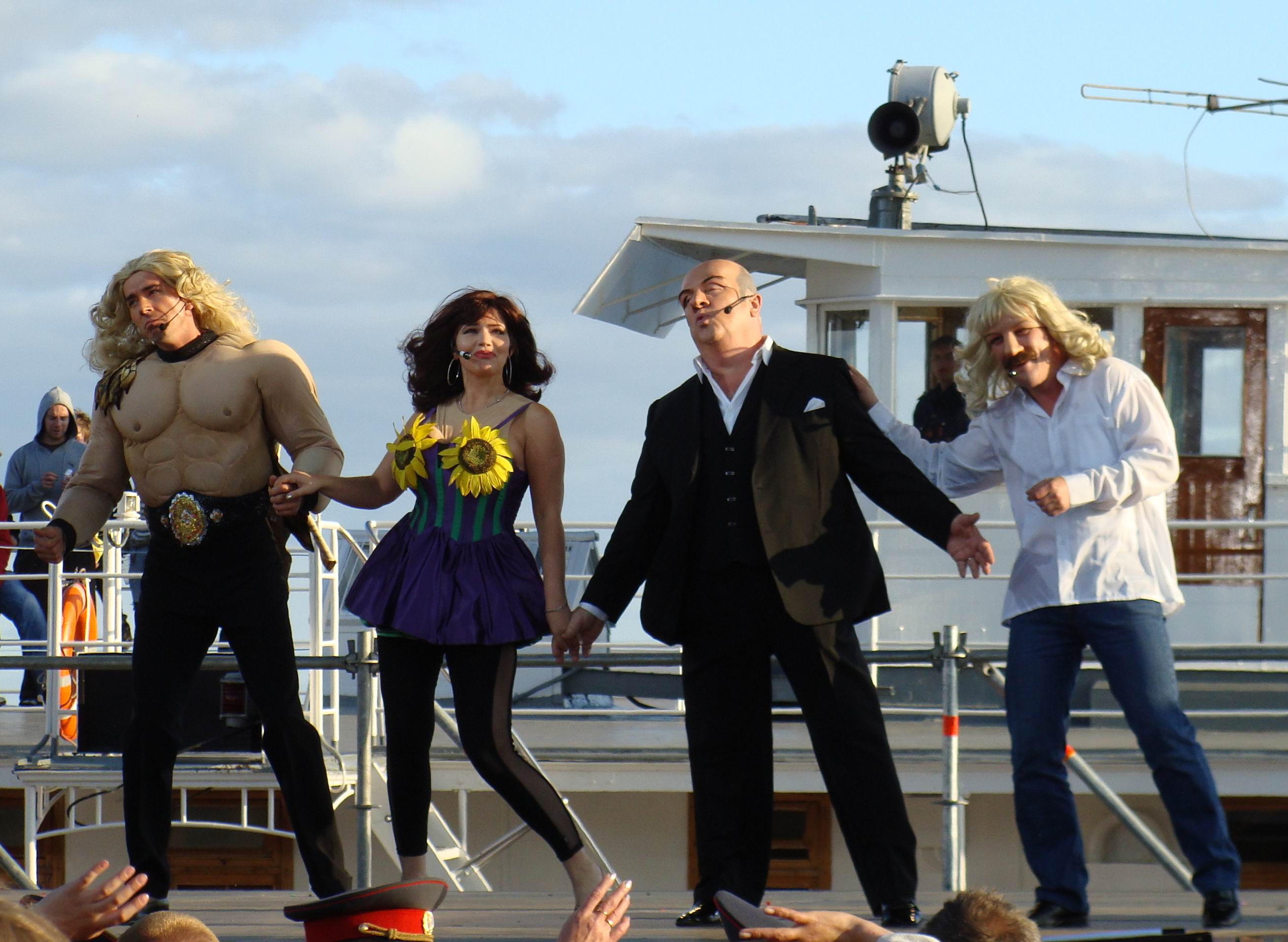
Пародия. Слева направо: Тарзан, Наташа Королёва, Игорь Крутой, Игорь Николаев

Как автор работал с А. Пугачёвой, Н. Королёвой, В. Леонтьевым, В. Меладзе, В. Кузьминым, Л. Долиной, А. Розенбаумом, И. Аллегровой, И. Кобзоном, А. Буйновым, А. Кортневым, А. Барыкиным, И. Скляром, Жасмин, А. Кальяновым, Д. Гурцкая, К. Орбакайте, А. Серовым, Л. Гурченко, Ю. Никулиным, Ф. Киркоровым, М. Шуфутинским, Л. Вайкуле, Т. Овсиенко, Л. Милявской, К. Семёновой, О. Прядиной, Л. Зыкиной, Л. Лещенко и В. Винокуром, сёстрами Роуз (США), Синди Лопер (США), Лиз Нильсон (Швеция), Томми Чёрбергом (Швеция), Токико Като (Япония), А. Глызиным, ВИА «Весёлые ребята», В. Салтыковым, гр. «Электроклуб», гр. «Маки», «Стрелки» и «Руки вверх».
Соавторы: П. Жагун, С. Белявская, Н. Зиновьев, А. Пугачёва, Л. Дербенёв, М. Танич, Л. Козлова, И. Крутой, В. Матецкий, И. Резник, В. Сауткин, В. Пресняков (ст), В. Пресняков (мл), А. Макаревич, И. Кохановский, Е. Евтушенко, А. Вознесенский и другие.
Также Игорь Николаев не раз председательствовал в жюри различных музыкальных конкурсов.

## Фильмография
- 1996 — «Старые песни о главном» (телефильм) — парень в лодке
- 1997 — «Старые песни о главном 2» (телефильм) — милиционер
- 2001 — «Старые песни о главном. Постскриптум» (телефильм) — Бенни Андерссон
- 2018 — «Счастья! Здоровья!»
- 2020 — «Я люблю тебя до слёз» (документальный фильм о жизни и творчестве Игоря Николаева) (ТК «Первый канал»)[23]
- 2023 — «Стой! Не то мама будет гадать» (ТК «ТВ-3», камео в одной из серий)

## Работа в рекламе
- В 2005 году снялся в рекламном ролике сока «Добрый».
- В 2018 году снялся в рекламном ролике шоколадного батончика «Snickers»[24].